# Eisenbahnunfall von Russell Hill
Der Eisenbahnunfall von Russell Hill (Russell Hill subway accident) war ein Auffahrunfall auf der Yonge-University-Linie der U-Bahn von Toronto (Toronto Subway) in Kanada. Am 11. August 1995, kurz nach sechs Uhr abends, fuhr ein fahrender auf einen im Tunnel unter dem Russell Hill nördlich der Station Dupont stehenden Zug auf. Dabei wurden drei Menschen getötet und 30 weitere zum Teil schwer verletzt. Ursachen waren einerseits menschliches Versagen, andererseits ein Konstruktionsfehler bei einer Fahrsperre.

## Ablauf

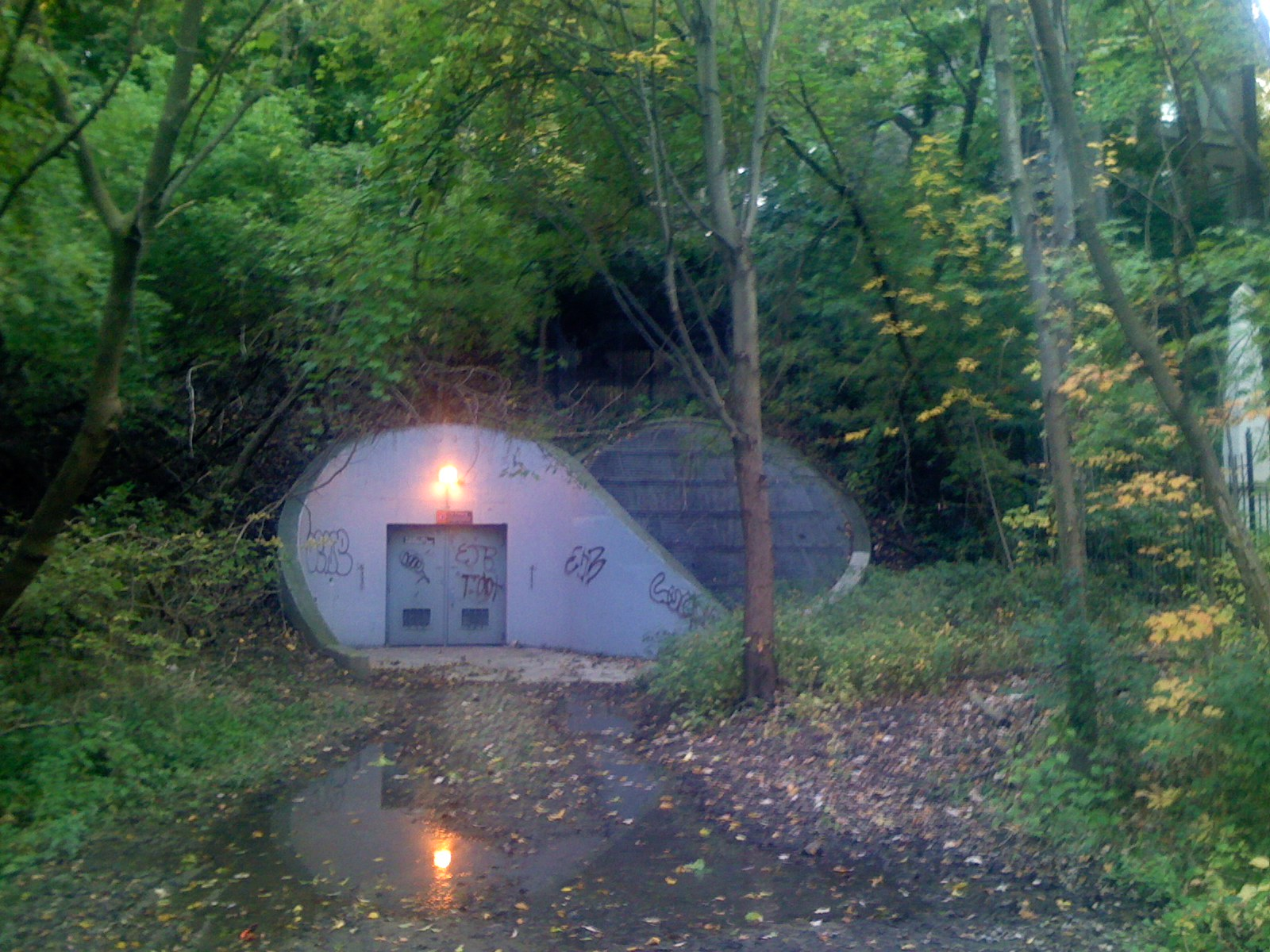
Notausgang der Russell-Hill-Röhre

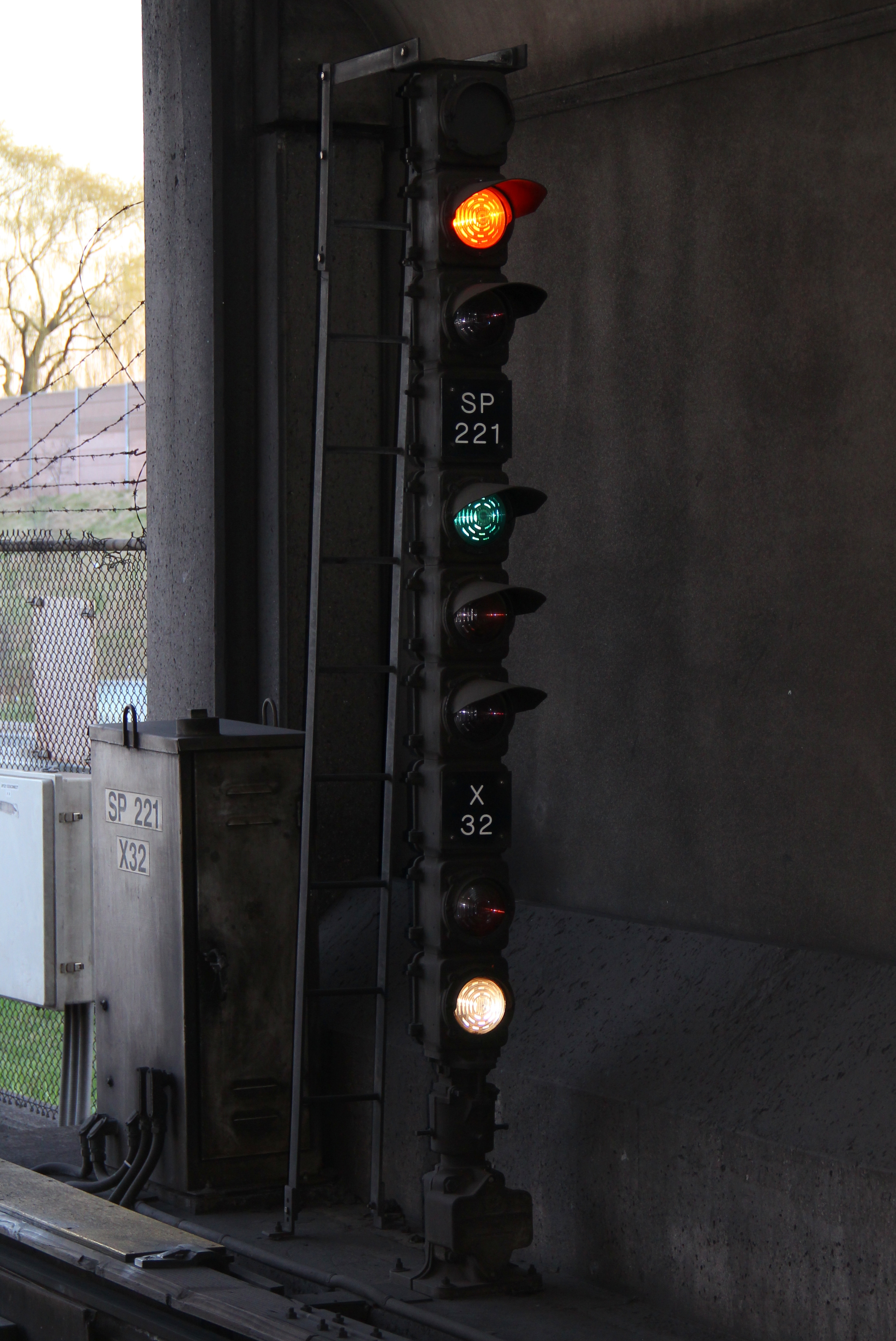
Signal mit „grade timing“ vor einem Weichenbereich

Die U-Bahn von Toronto nutzt auf dieser Strecke zum Zeitpunkt des Unfalls ausschließlich Lichtsignale. Einfache Streckensignale arbeiteten mit drei Lampen – Rot heißt Halt, Gelb weist auf ein Rot am nächsten Signal hin, und Grün für freie Strecke. Vor Weichenbereichen bestehen die Signale aus zwei Teilen: Der obere zeigt wie gehabt die Streckenfreigabe, der untere Teil ist ebenfalls Rot bei Halt, und zeigt Gelb bei einer abzweigenden Stellung und Grün bei durchführenden Stellung. Bei einer gewöhnlichen Durchfahrt an einem Vorsignal kann dieses also auf Gelb über Grün stehen, wobei dieses wie ein einfaches Gelbsignal zu behandeln ist.
Zusätzlich gibt es Signale mit einer weiteren weißen Lampe, die der Geschwindigkeitsüberwachung dienen, das sogenannte „grade timing“ (GT, grob „Zeitabschnittsverfahren“). Zeigt ein Signal Gelb und Weiß, wäre der Abstand zum vorausfahrenden Zug lang genug, um in den nachfolgenden Blockabschnitt einzufahren, das nachfolgende Signal steht jedoch zunächst auf Halt. Das Überfahren des gelb-weißen Signals wird registriert und nachdem eine bestimmte Zeit vergangen ist, schaltet das haltzeigende Signal auf Gelb oder Grün um. Passiert ein Triebfahrzeugführer ein gelb-weißes Signal, wird also das nachfolgende Signal nicht mehr auf Halt stehen, wenn er die zulässige Geschwindigkeit einhält.
Auf dem Streckenabschnitt vom Bahnhof St. Clair West zum Bahnhof Dupont wird durchgängig das „grade timing“-System angewendet. Dabei ist das Signal SP77/X38 hinter dem Bahnhof St. Clair ein Weichensignal, das regelmäßig auf Gelb über Grün über Weiß steht. Das nachfolgende Signal SP71 zeigt in diesem Fall Rot über Weiß, würde bis zum Erreichen des Signals jedoch auf Gelb über Weiß umschalten. Am Tag des Eisenbahnunfalls stand das Signal jedoch auf Gelb über Grün ohne ein weißes Licht, sodass das Signal SP71 auf Rot steht und ein unbedingter Halt zu erwarten ist. Dieses Signal deckte einen vorausfahrenden Zug.
Der Triebfahrzeugführer Robert Jeffrey sagte später aus, dass er sich an Signal SP77/X38 als Gelb über Weiß erinnert. Das ist zwar an diesem Signal unmöglich, aber womöglich wurde eine Reflexion an einer der Lampen falsch interpretiert. Er ging jedenfalls von aktivem „grade timing“ aus und fuhr folglich ungebremst auf das nächste Signal zu. Jeffrey erinnert sich nicht an die folgenden Signalstellungen.
Am folgenden Signal SP71, das mithin auf Rot stand, wurde durch einen Konstruktionsfehler die Fahrsperre nicht ausgelöst, sodass der Zug ungebremst durchfuhr. Warum der Triebfahrzeugführer das Halt gebietende Signal nicht beachtete, ließ sich nicht klären – möglicherweise nahm er an, dass die technisch ermöglichte Durchfahrt schlicht damit in Zusammenhang steht, dass es kurz vorher auf Gelb über Weiß sprang. Er ging also für den nachfolgenden Streckenabschnitt weiter von einem aktiven „grade timing“ aus und richtete sich nach der üblichen Streckengeschwindigkeit.
So fuhr der Zug weiter auf das dritte Signal SP65 zu, von dem er annehmen musste, dass es in gleicher Weise von Halt auf Durchfahrt springen würde. Dieses zeigte Rot und wiederum missachtete Jeffrey das Haltgebot. Er betätigte erst die Notbremse, als der stehende Zug in Sicht kam, der am nachfolgenden Signal SP53 wartete.
Jeder Zug war mit etwa 200 bis 300 Personen besetzt. Beim Aufprall um 18:02 mit etwa 50 km/h wurden 3 Passagiere getötet, 30 wurden schwer verletzt in Krankenhäuser gebracht. Etwa 100 Personen meldeten sich später wegen leichterer Verletzungen für Entschädigungszahlungen. Nach dem Unfall war die Strecke fünf Tage lang gesperrt.

## Untersuchung

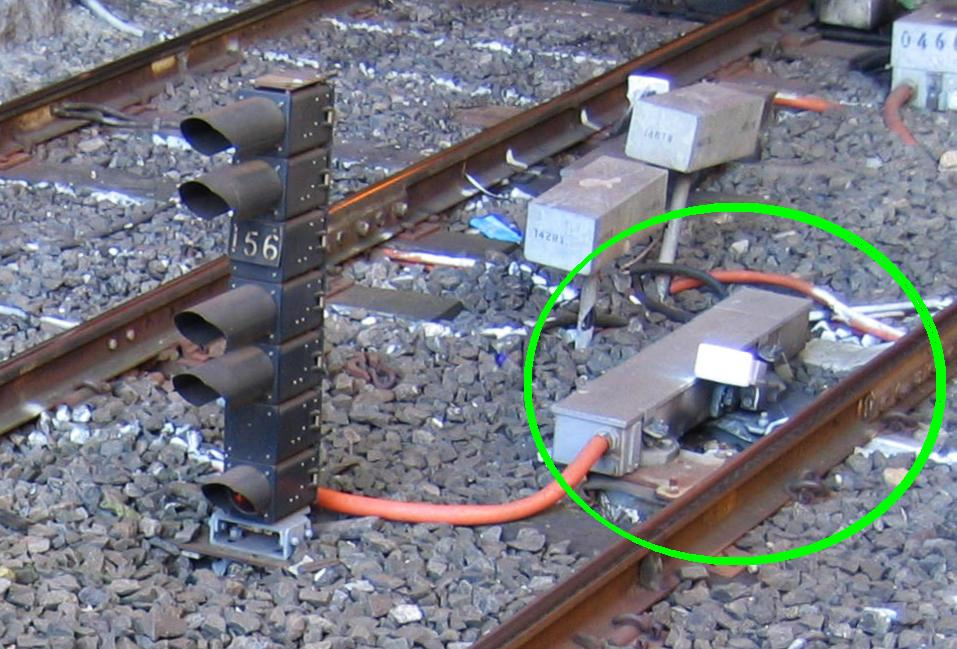
Prinzipbild aufstellbare Fahrsperre (hier innenliegend bei den Vorortbahnen Melbourne)

Neben der leicht missverständlichen Signalisierung konzentrierten sich die Untersuchungen auch auf die Fahrsperre. Wie in Nordamerika üblich handelt es sich um einen T-förmigen Hebel, der rechts jenseits der Stromschiene platziert ist. Bei Durchfahrt liegt sie am Boden, wenn das zugehörige Lichtsignal Rot zeigt, wird der Hebel aufgestellt – in dieser Stellung wird das Kopfelement einen Schalter am ersten Wagen treffen, der die Notbremseinrichtung des Fahrzeugs auslöst. Bei denen zu jener Zeit in Toronto eingesetzten Zügen der H5-Serie befindet sich der Auslöser am ersten Achsgestell, wo die Stellung über Gleis und die Entfernung zur Fahrsperre am besten gesichert werden kann.
In diesem Falle wurde eine Fahrsperre von Ericsson verwendet, die eigentlich für die Montage auf der Innenseite der Stromschiene gedacht ist, und die über ein Erweiterungsstück modifiziert wurde, um sie auf der Außenseite der Stromschiene betreiben zu können. Bei der Untersuchung stellte sich heraus, dass die zu jener Zeit 18 Jahre alte Konstruktion, bei der die Lager der Fahrsperre nach einiger Zeit etwas Spiel haben, um einige Millimeter in das Lichtraumprofil des Fahrzeugs hineinragte. Unter normalen Umständen wird ein Fahrzeug sein Lichtraumprofil nicht ausfüllen – wenn jedoch Schiene und Räder schon etwas abgefahren sind, und wie hier das Signal in einer Kurve steht, dann ragt das Fahrzeug sehr weit aus der Mitte heraus.
Bei dem Eisenbahnunfall führte dies dazu, dass die Vorderseite des Zuges die aufgestellte Fahrsperre anstieß und so leicht herunterdrückte. Sie schwang danach sofort wieder hoch, jedoch nicht schnell genug, um den Auslöser am ersten Achsgestell noch betätigen zu können. Letztlich war die Konstruktion der Fahrsperren auf dieser Strecke für die Zugsicherung unwirksam.
Die Untersuchungsbehörden gaben in ihrem Bericht 18 Empfehlungen bezüglich Verbesserung der Sicherheitsbestimmungen ab. Anhand dieser Empfehlungen erstellte die Toronto Transit Commission eine 236 Punkte umfassende Checkliste und überprüfte daraufhin jährlich deren Umsetzung (darunter der Austausch aller Fahrsperren). Im August 2009 waren nur noch zwei Punkte offen, die ein System zur Geschwindigkeitskontrolle betreffen (dieses System befand sich damals in der Umsetzungsphase).